# Marvin Ávila
Marvin Tomás Ávila Sánchez (Livingston, 6 dicembre 1985) è un calciatore guatemalteco, centrocampista del CSD Municipal.

## Carriera

### Club
Dal 2005 al 2007 gioca al CD Suchitepéquez. Dal 2007 gioca con il CSD Municipal.

### Nazionale
Con la nazionale di calcio guatemalteca ha giocato 17 partite, segnando 3 gol e partecipando alla CONCACAF Gold Cup 2007.